# Удав Кука
Удав Кука (лат. Corallus cookii) — неядовитая змея семейства ложноногих.

## Описание
Удав Кука достигает длины 1,5 м. Окраска главным образом бурая или серая.

## Ареал
Эндемик острова Сент-Винсент, одного из Наветренных островов, входящих в архипелаг Малые Антильские острова, расположенный в Карибском море.

## Этимология
Видовое название дано в честь английского художника и естествоиспытателя Эдварда Уильяма Кука.